# Enicmus amici
Enicmus amici is een keversoort uit de familie schimmelkevers (Latridiidae). De wetenschappelijke naam van de soort werd in 1981 gepubliceerd door Gustav Adolf Lohse.